# Kieran Gibbs
Kieran Gibbs (sinh 26 tháng 9 năm 1989 ở Lambeth, Luân Đôn) là một cầu thủ bóng đá Anh, hiện đang chơi cho câu lạc bộ MLS Inter Miami. Anh đã học Trường phổ thông trung học Riddlesdown ở Purley, Nam London.
Kieran bắt đầu sự nghiệp tại học viện Wimbledon nhưng đã chuyển đến Arsenal khi học viện Wimbledon giải thể năm 2004.

## Thống kê thành tích
Tính đến 27 tháng 5 năm 2017
| Câu lạc bộ          | Mùa giải            | Giải ngoại hạng     | Giải ngoại hạng | Giải ngoại hạng | Cúp FA | Cúp FA    | League Cup | League Cup | Châu Âu | Châu Âu   | Other | Other     | Tổng cộng | Tổng cộng | Tổng cộng |
| Câu lạc bộ          | Mùa giải            | Division            | Trận            | Bàn thắng       | Trận   | Bàn thắng | Trận       | Bàn thắng  | Trận    | Bàn thắng | Trận  | Bàn thắng | Trận      | Bàn thắng |           |
| ------------------- | ------------------- | ------------------- | --------------- | --------------- | ------ | --------- | ---------- | ---------- | ------- | --------- | ----- | --------- | --------- | --------- | --------- |
| Arsenal             | 2007–08             | Premier League      | 0               | 0               | 0      | 0         | 2          | 0          | 0       | 0         | —     | —         | 2         | 0         |           |
| Arsenal             | 2008–09             | Premier League      | 8               | 0               | 6      | 0         | 3          | 0          | 4       | 0         | —     | —         | 21        | 0         |           |
| Arsenal             | 2009–10             | Premier League      | 3               | 0               | 0      | 0         | 2          | 0          | 2       | 0         | —     | —         | 7         | 0         |           |
| Arsenal             | 2010–11             | Premier League      | 7               | 0               | 6      | 0         | 4          | 0          | 3       | 0         | —     | —         | 20        | 0         |           |
| Arsenal             | 2011–12             | Premier League      | 16              | 1               | 0      | 0         | 1          | 1          | 5       | 0         | —     | —         | 22        | 2         |           |
| Arsenal             | 2012–13             | Premier League      | 27              | 0               | 3      | 1         | 1          | 0          | 3       | 0         | —     | —         | 34        | 1         |           |
| Arsenal             | 2013–14             | Premier League      | 28              | 0               | 5      | 0         | 0          | 0          | 8       | 1         | —     | —         | 41        | 1         |           |
| Arsenal             | 2014–15             | Premier League      | 22              | 0               | 3      | 0         | 0          | 0          | 7       | 1         | 1     | 0         | 33        | 1         |           |
| Arsenal             | 2015–16             | Premier League      | 15              | 1               | 5      | 0         | 2          | 0          | 5       | 0         | 1     | 0         | 28        | 1         |           |
| Arsenal             | 2016–17             | Premier League      | 11              | 0               | 2      | 0         | 3          | 0          | 6       | 0         | —     | —         | 22        | 0         |           |
| Arsenal             | Tổng cộng           | Tổng cộng           | 137             | 2               | 30     | 1         | 18         | 1          | 43      | 2         | 2     | 0         | 230       | 6         |           |
| Norwich City (mượn) | 2007–08             | Championship        | 7               | 0               | 0      | 0         | 0          | 0          | —       | —         | —     | —         | 7         | 0         |           |
| Tổng cộng sự nghiệp | Tổng cộng sự nghiệp | Tổng cộng sự nghiệp | 144             | 2               | 30     | 1         | 18         | 1          | 43      | 2         | 2     | 0         | 237       | 6         |           |

1. 1 2 3 4 5 6 7 8 9  Appearances in UEFA Champions League
2. ↑  Trận Siêu cúp Anh 2014
3. ↑  Trận Siêu cúp Anh 2015

### Bàn thắng quốc tế
Tính đến ngày 17 tháng 11 năm 2015.
| Bàn thắng quốc tế | Năm       | Số lần ra sân | Số bàn thắng |
| ----------------- | --------- | ------------- | ------------ |
| Anh               | 2010      | 2             | 0            |
| Anh               | 2013      | 1             | 0            |
| Anh               | 2014      | 3             | 0            |
| Anh               | 2015      | 5             | 0            |
| Tổng cộng         | Tổng cộng | 20            | 0            |

## Danh hiệu

### Câu lạc bộ

#### Arsenal
- FA Cup: 2013–14, 2014–15, 2016–17
- FA Community Shield: 2014, 2015

#### West Bromwich Albion
- Á quân EFL Championship (thăng hạng): 2019–20

### Quốc tế
- Á quân Giải vô địch U-21 châu Âu 2009